# Hymn Gibraltaru
Oficjalnym hymnem Gibraltaru, zależnego od Wielkiej Brytanii jest God Save the King. W referendum w roku 1994 mieszkańcy wybrali jednak własny, miejscowy hymn – Gibraltar Anthem. Autorem melodii i słów jest Peter Emberley.
| Słowa | |
| Gibraltar, Gibraltar, the rock on which I stand. May you be forever free, Gibraltar, my own land. Mighty pillar, rock of splendour, guardian of the sea. Port of hope in times of need, rich in history. Gibraltar, Gibraltar, the rock on which I stand. May you be forever free, Gibraltar, my own land. God give grace to this our homeland, help us to live as one. Strong in freedom, truth and justice, let this be our song: Gibraltar, Gibraltar, the rock on which I stand. May you be forever free, Gibraltar! Gibraltar! my own land. | Gibraltar, Gibraltar, skała, na której stoję. Obyś był na zawsze wolny, Gibraltarze, moja ziemio. Potężny filar, skała splendoru, stróż morza. Port nadziei w czasach potrzeby, o bogatej historii Gibraltar, Gibraltar, skała, na której stoję. Obyś był na zawsze wolny, Gibraltarze, moja ziemio. Bóg nadaje wdzięk naszej Ojczyźnie, pomaga nam żyć w jedności. Silna w wolności, prawdzie i sprawiedliwości, niechaj to będzie nasza pieśń: Gibraltar, Gibraltar, skała, na której stoję. Obyś był na zawsze wolny, Gibraltarze, moja ziemio. |